# Calzadilla (Espagne)
Pour les articles homonymes, voir Calzadilla.
Calzadilla est une commune de la province de Cáceres dans la communauté autonome d'Estrémadure en Espagne.